# SunTrust Plaza
SunTrust Plaza (původní název One Peachtree Center) je druhý nejvyšší mrakodrap v Atlantě. Má 60 pater a výšku 265 m. Je postaven v postmoderním stylu, architektem je John Portman. Nachází se v něm kancelářské prostory. Výstavba probíhala v letech 1989–1992.